# Terra poetica
«Terra poetica» — міжнародний поетичний фестиваль, що відбувся в 2014 році в Україні. Основні заходи фестивалю припали на 20-24 жовтня 2014 року.
Фестиваль є українською варіацією щорічного Всесвітнього фестивалю поезії, який у 2013 відбувся у Македонії й Албанії, на якому лауреаткою стала українська поетеса Леся Мудрак. Участь у фестивалі «Terra Poetica» в Україні зголосилися взяти поети 15 країн світу.

## Засновники та організатори
Фестиваль заснований Міністерством культури України, Департаментом з питань культури Київської міської Ради, Фондом культури України, Рівненською державною обласною адміністрацією. Фестиваль приурочений 200-річчю з дня народження Тараса Григоровича Шевченка.
Почесний директор фестивалю — Борис Олійник, засновниця та голова оргкомітету — Леся Мудрак, виконавчий директор — Михайло Сидоржевський.

## Заходи фестивалю
Презентований фестиваль 13 квітня 2014 в Києві в Мистецькому арсеналі.
23-24 квітня 2014 заходи фестивалю відбулися в місті Рівне на малій сцені Рівненського облмуздрамтеатру, в «Тунелі Кохання» та військовій частині.
27 квітня 2014 в київській ресторації «Панорама» у рамках фестивалю відбувся вечір «Мистецтво запитань і відповідей».
Наступні презентації фестивалю плануються у Кіровограді, Львівському форумі книговидавців.